# Moczadła (Lipno)
Pour les articles homonymes, voir Moczadła.
Moczadła est une localité polonaise de la voïvodie de Couïavie-Poméranie et du powiat de Lipno,.